# MTV (Australia)
MTV è una rete televisiva australiana che si occupa di programmi rivolti principalmente ad un pubblico giovane.

## Storia

### MTV come blocco su Nine Network
Il marchio MTV ha debuttato in Australia nell'aprile 1987 come show musicale del canale televisivo Nine Network. Il programma è stato prodotto per sei anni ed era condotto da Richard Wilkins; andava in onda il venerdì e il sabato notte. Consisteva in un mix di video musicali e interviste a musicisti e cantanti.

### ARC Music Television
ARC Music Television ha visto il suo lancio nel 1996, tre anni dopo la fine di MTV su Nine Network. Dopo un anno di trasmissione, ARC entra in contatto con MTV Networks negli Stati Uniti: l'accordo tra le aziende porterà alla nascita di MTV Australia.

### Rilancio come canale autonomo
Dopo cinque mesi dall'annuncio ufficiale della nascita di MTV Australia, la rete viene rilanciata su Optus Television il 20 marzo 1997 per poi allontanarsene e diventare parte dell'allora MTV International, oggi Viacom International Media Networks. Inizialmente il canale produce show locali ma dopo i tagli ai costi di produzione verranno trasmessi soprattutto programmi importati dalla versione statunitense.
Nel 2004 MTV Australia passa a Foxtel, sulla tv via cavo. Nello stesso anno nasce MTV Networks Australia e si ricomincia con la produzione di programmi locali: il 10 settembre 2004 viene così lanciata la versione australiana di Total Request Live. Le produzioni locali sono in continua crescita e il 3 marzo 2005 vengono inaugurati gli MTV Australia Music Awards.
Alla fine del 2006 MTV annuncia un nuovo show originale, The Lair, la cui première viene trasmessa il 26 gennaio 2007 in diretta dal Metro Theatre.

## Programmazione
Gran parte della programmazione è importata da MTV USA e MTV Europe. Tra i programmi di intrattenimento figurano Pimp My Ride, Life of Ryan, Laguna Beach, The Hills e Room Raiders. Il programma principale tra quelli prodotti localmente è The Lair, nato da un format originale australiano, che prevede interviste e performance live di artisti australiani e internazionali. I programmi basati sulla musica rappresentano il 50% delle trasmissioni di MTV Australia, mentre l'altra metà è coperta dagli show di intrattenimento e dai reality.

### Programmi locali
- MTV News
- MTV's Official Motorola ARIA Chart Show
- The Lair
- My Pix
- Vodafone Live At The Chapel

### Programmi importati
- America's Most Smartest Model
- Battle for Ozzfest
- Beavis and Butthead
- Bromance
- Busted
- THE BIG LEZ SHOW
- Celebrity Deathmatch
- MTV Cribs
- Suckers
- Dancelife
- Date My Mom
- Engaged and Underage
- Hogan Knows Best
- Jackass
- Laguna Beach
- MADE
- Total Request Live

- The Hills
- The City
- Making the Video
- My Super Sweet 16 (USA e UK)
- Next
- Pimp My Ride (USA e UK)
- Pimp My Ride International
- Punk'd
- Room Raiders
- Totally Jodie Marsh
- Wild 'N Out
- Viva La Bam
- The Tom Green Show
- The Life Of Ryan

## Loghi

20 marzo 1997 - 1º luglio 2011
1º luglio 2011 - 14 settembre 2021
In uso dal 14 settembre 2021
In uso dal 14 settembre 2021 (solo ident e sito web)